# 2MASS J14305589+0013523
2MASS J14305589+0013523 ist ein etwa 300 Lichtjahre entfernter L0-Zwerg im Sternbild Jungfrau. Seine Position verschiebt sich aufgrund seiner Eigenbewegung jährlich um 0,068 Bogensekunden. Er wurde 2002 von Suzanne L. Hawley et al. entdeckt.